# Ins
Ins (toponimo tedesco; in francese Anet) è un comune svizzero di 3 536 abitanti del Canton Berna, nella regione del Seeland (circondario del Seeland).

## Geografia fisica
Il territorio di Ins tocca il Lago di Neuchâtel.

## Monumenti e luoghi d'interesse

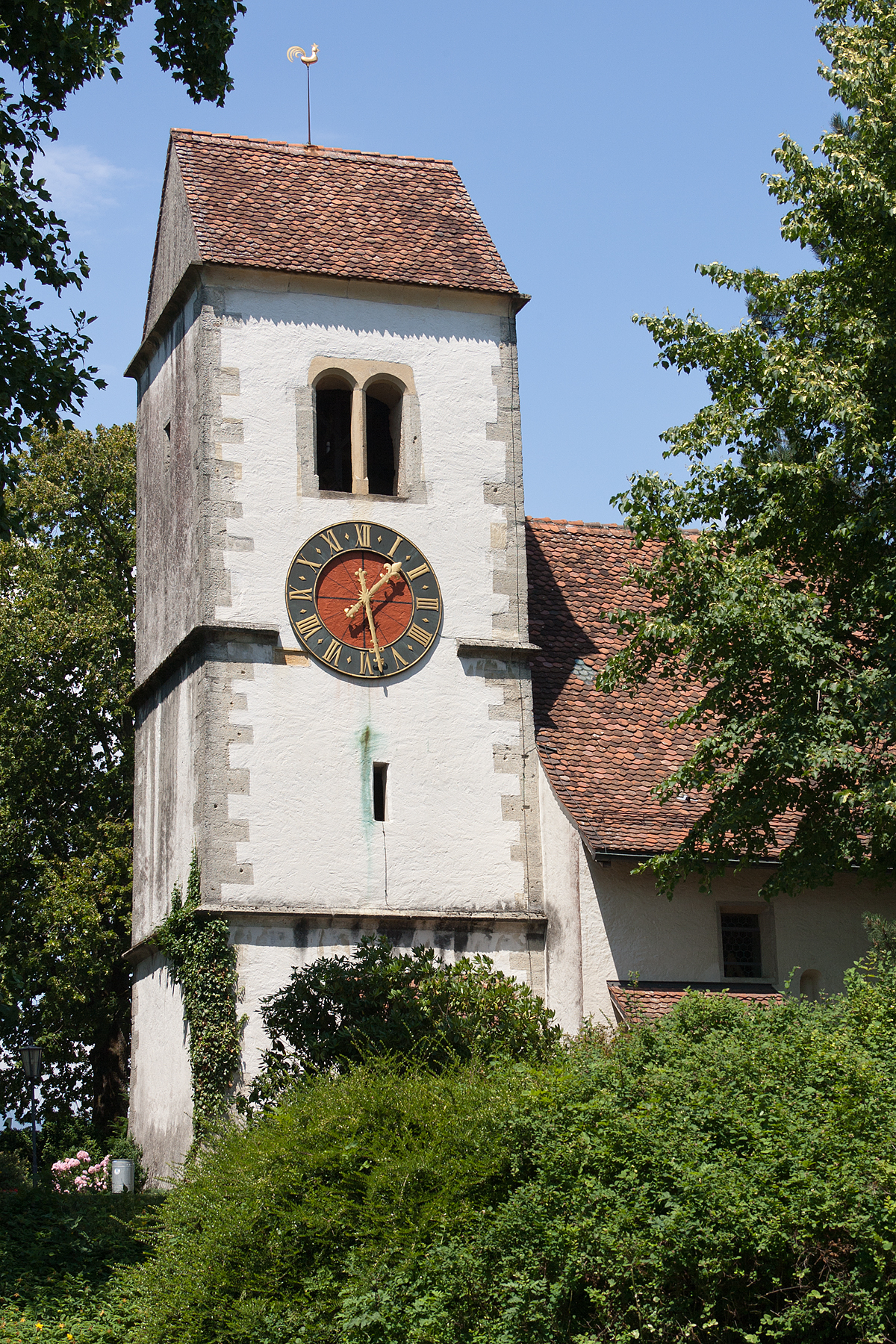
La chiesa riformata

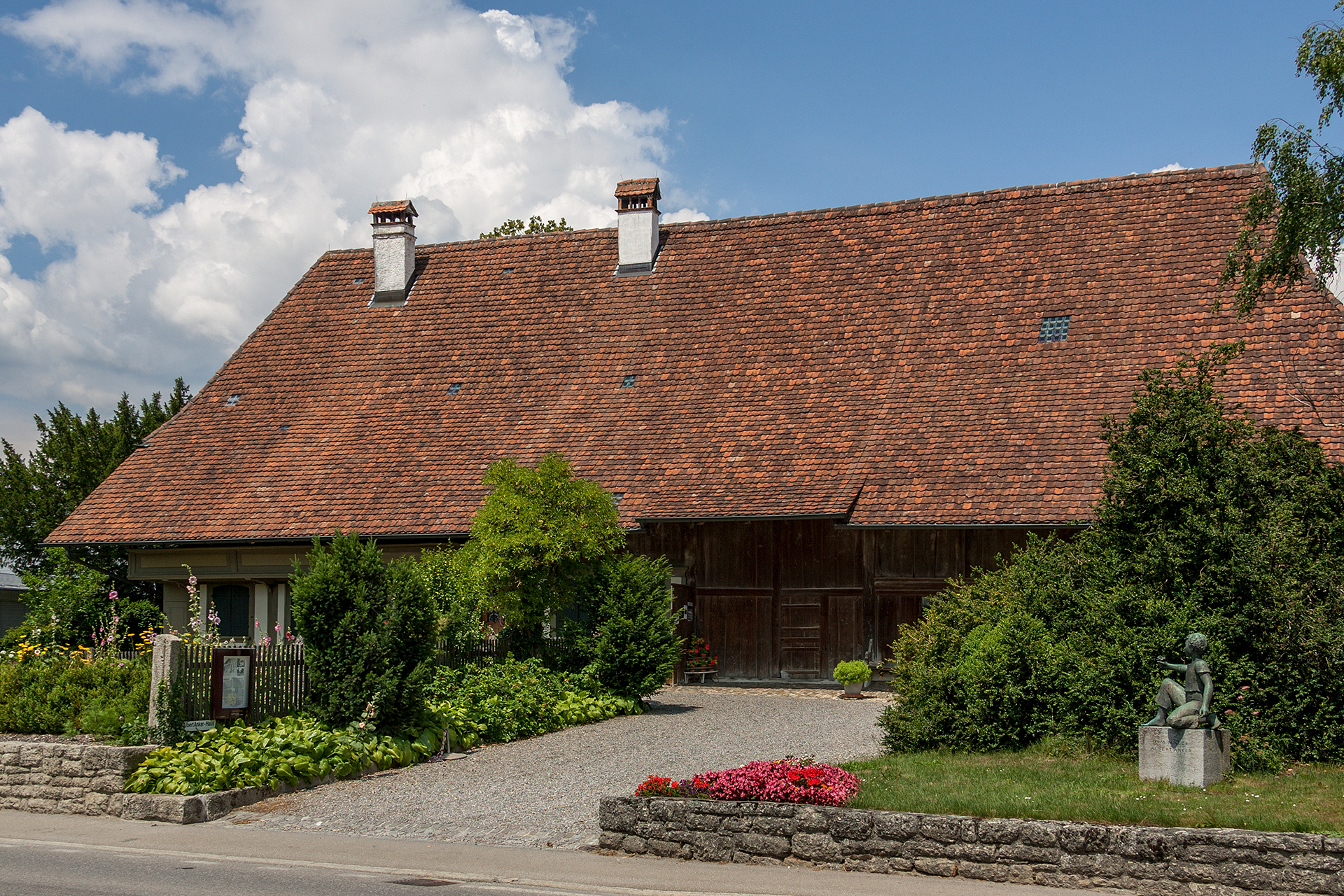
La casa-museo di Albert Anker

- Chiesa riformata (già di Santa Maria), attestata dal 1228 e ricostruita nel XVI-XVII secolo[1];
- Casa-museo del pittore Albert Anker[1].

## Società

### Evoluzione demografica
L'evoluzione demografica è riportata nella seguente tabella:
Abitanti censiti

## Infrastrutture e trasporti

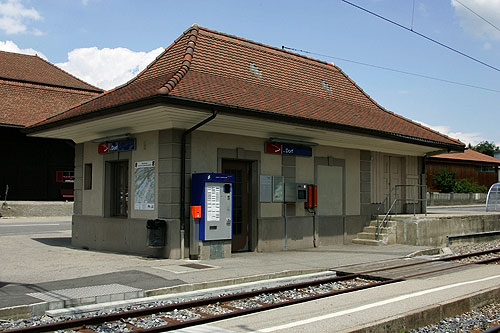
La stazione di Ins Dorf

Ins è servito dall'omonima stazione sulla ferrovia Berna-Neuchâtel, capolinea della ferrovia Friburgo-Morat-Ins e della ferrovia Bienne-Ins, lungo la quale si trova anche la stazione di Ins Dorf.

## Amministrazione
Ogni famiglia originaria del luogo fa parte del cosiddetto comune patriziale e ha la responsabilità della manutenzione di ogni bene comune.